# فصة
الفِصَّة أو الفِصفِصة (باللاتينية: Medicago spp) جنس نباتي يتبع القبيلة النفلاوية من الفصيلة البقولية. يضم هذا الجنس حوالي 103 أنواع مقبولة (و122 إذا احتسبت الأنوعة) وحوالي 224 نوعا لم يحسم وضعها بعد. كثير من أنواعها واطنة في الوطن العربي، وتنتشر أنواعه عموما في منطقة حوض البحر الأبيض المتوسط. يضم هذا الجنس أنواعا ذات أهمية اقتصادية كبيرة مثل الفصة المزروعة (أو المعمرة) أو البرسيم الحجازي.

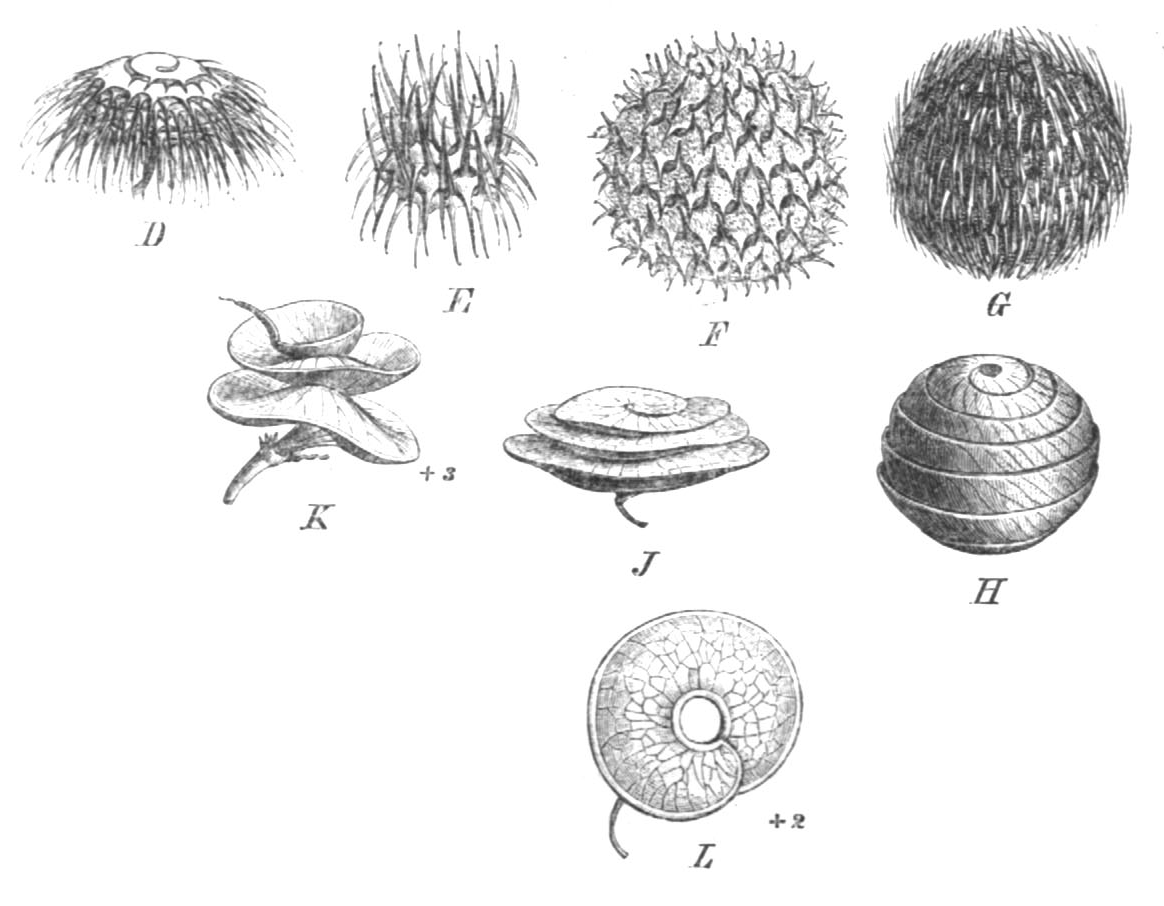
ثمار أنواع مختلفة من الفصة: D القرصية، E اللولبية، F المتداخلة الموبرة، G المتداخلة القنفذية، H الحرشفية، J الزرية، K الفصة المزروعة، L الراجعة

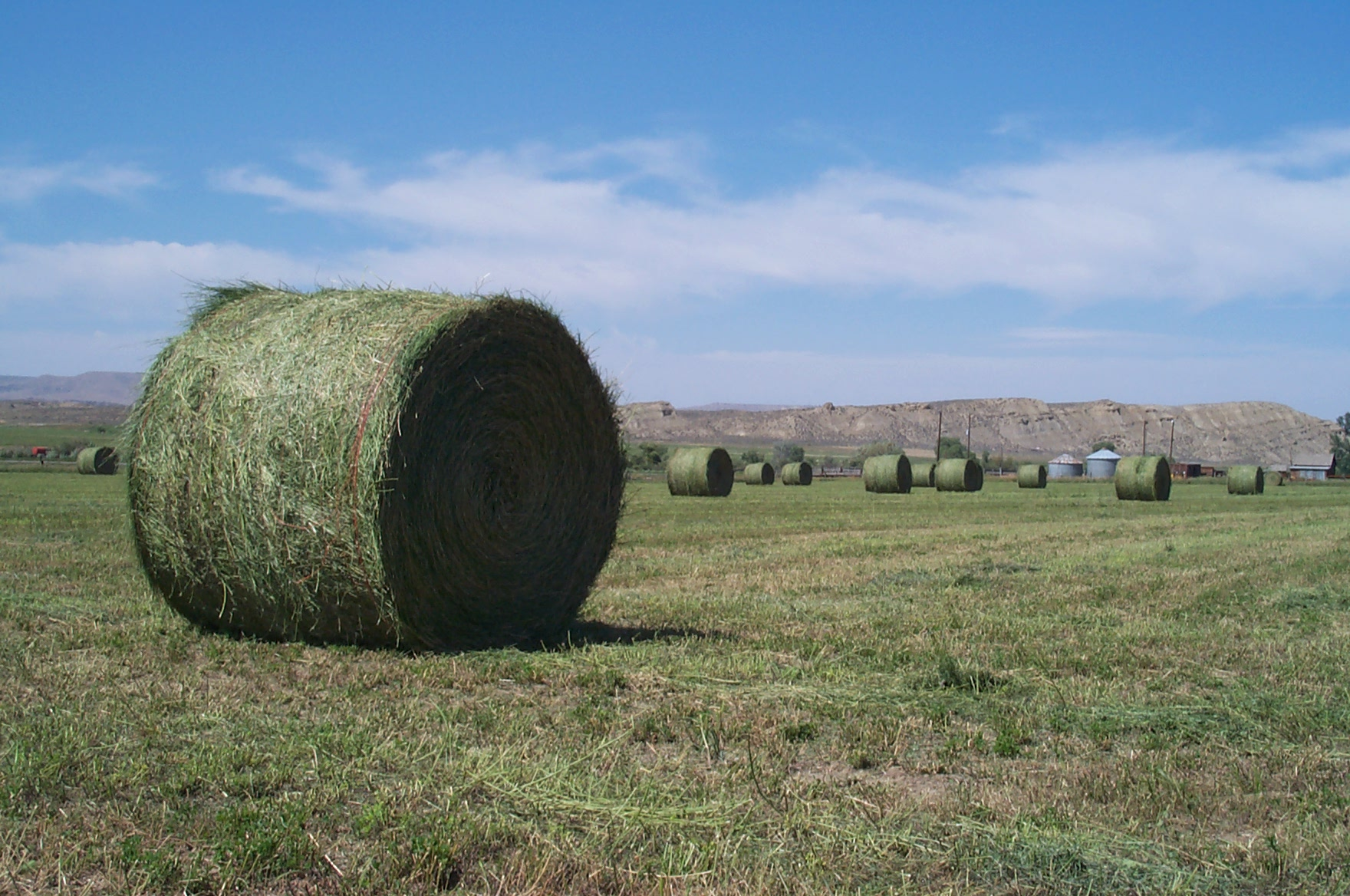
دريس الفصة المزروعة في بالات كبيرة

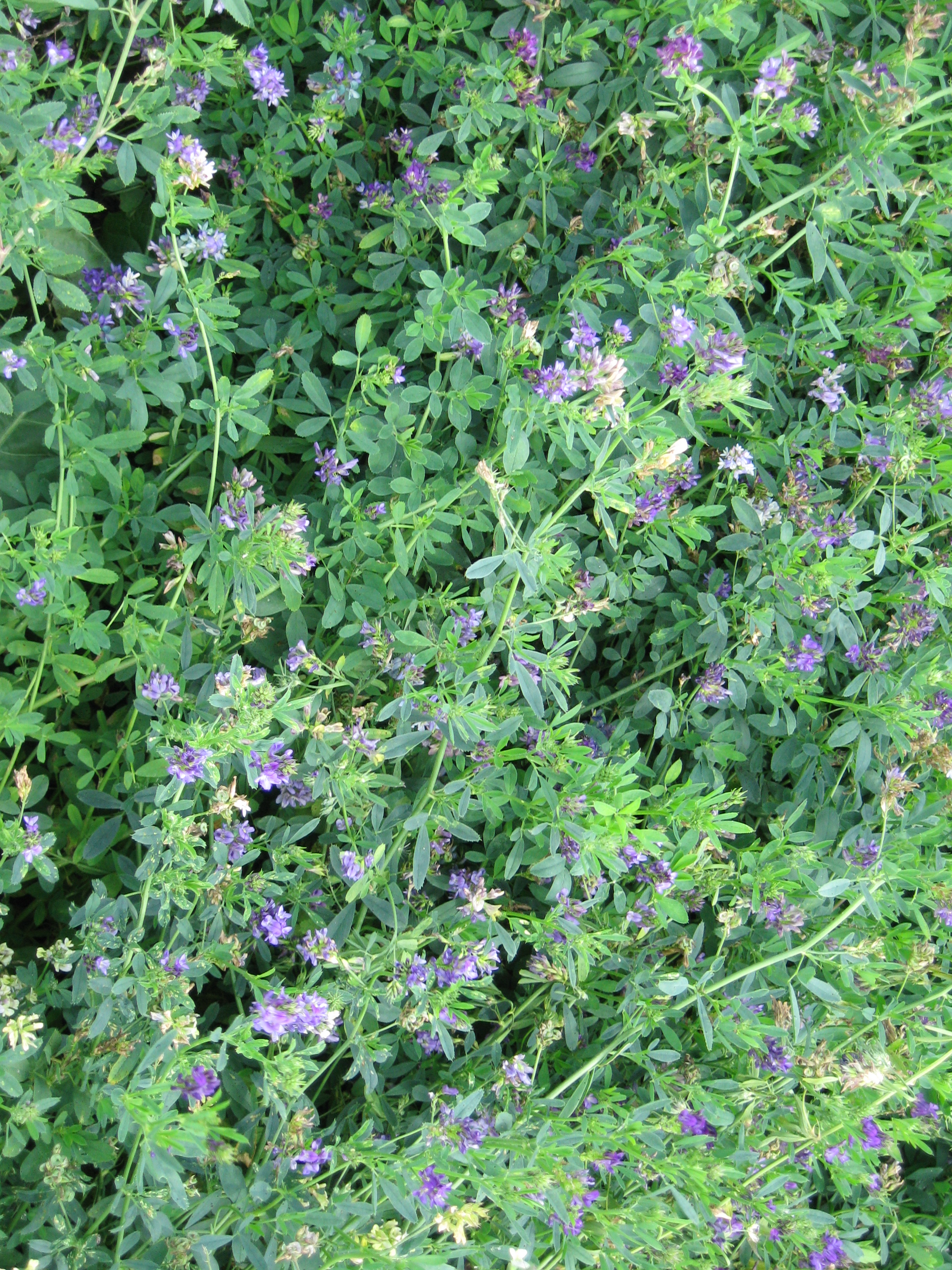
أزهار وسوق وأوراق الفصة المزروعة

## الأهمية الاقتصادية لأنواع الفصة
أنواع الفصة ذات أهمية اقتصادية كبيرة كمحاصيل أعلاف، حيث يمكن استعمالها لتغذية الحيوانات المختلفة مثل الأبقار والأغنام والدواجن. تعتبر الفصة المزروعة (أو البرسيم الحجازي) أكثر أنواع الفصة أهمية دون منازع، فهي تزرع في معظم أنحاء العالم كمحصول علفي رئيسي وهو رابع أهم محصول في أمريكا الشمالية. والفصة المزروعة تسمى ملكة المحاصيل العلفية بسبب إنتاجها الغزير ومحتواها العالي من البروتينات،  والفصة المزروعة ضرورية عند الحديث عن تربية حيوانات بشكل حديث واقتصادي. ويمكن الاعتماد عليها للمساهمة في سد النقص الحاصل في محاصيل الأعلاف في الوطن العربي.

### الفصة المزروعةفي الوطن العربي
لم تحظ أنواع الفصة باهتمام كبير في الوطن العربي إلى وقت قريب، عكس مناطق أخرى من العالم. مع ذلك، تعد الفصة المزروعة محصول العلف البقولي الوحيد المزروع في السعودية. في السنوات الأخيرة بذلت جهود كبيرة في أقطار مختلفة من الوطن العربي (مثل السعودية والجزائر ومصر) لزيادة المساحات المزروعة بالفصة نظرا لأهميتها في مجال تغذية أبقار الحليب. ففي السعودية ونتيجة لتطور مشاريع إنتاج الألبان ونشوء مشاريع الإنتاج الحيواني المتخصصة في أوائل الثمانينيات ازداد الطلب على محاصيل الأعلاف مما أدى إلى ظهور مشاريع الأعلاف المتخصصة التي ساهمت في التوسع الكبير في زراعة الأعلاف في المملكة، حيث تضاعفت المساحات المزروعة بمحاصيل الأعلاف من 29 ألف هكتار في عام 1980 إلى 305 ألف هكتار في عام 1995 مما انعكس على زيادة كميات الأعلاف المنتجة من 336 ألف طن إلى 3068 ألف طن خلال نفس الفترة. بلغت مساحة الفصة المزروعة في سورية عام 2002 نحو 4225 هكتاراً أنتجت نحو 76940 طناً.

### قدرتها على تثبيت النيتروجين الجوي
إضافة إلى ذلك، تمتلك أنواع الفصة، كغيرها من نباتات الفصيلة البقولية، قدرة على تثبيت النيتروجين الجوي من خلال شراكة تعايشية مع بكتيريا المستجذرة، وبذلك تساهم هذه النباتات في زيادة خصوبة التربة وتقليل الاعتماد على الأسمدة الكيميائية، إضافة إلى إنتاجها الغزير من المادة الجافة. وبفضل هذه الخاصية يمكن لأنواع الفصة أن تستعمل كسماد أخضر.

## طول دورة حياة الفصة
تقسم الفصة إلى أنواع تختلف من حيث طول دورة الحياة بين حولية إلى ذات الحولين والمعمرة. يوجد 43 نوعا حوليا من الفصة. من الأنواع الحولية الفصة البرميلية والفصة السوداء ومن الأنواع المعمرة البرسيم الحجازي والفصة المنجلية.

## التنوع الحيوي لجنس الفصة وحفظ مواردها الوراثية
يقع مركز أصول جنس الفصة في منطقة حوض المتوسط وتحديدا في سوريا الطبيعية التي يوجد فيها حوالي أربعين نوعا بينما يوجد في المغرب العربي حوالي ثلاثين نوعا.

### التنوع في الصفات الشكلية
أظهرت دراسة حديثة أجريت في هيئة البحوث العلمية الزراعية في سورية على 11 نوعا من الفصة وجود تنوع وراثي كبير لأنواع جنس الفصة في سورية. يتعلق التنوع بصفات موفولوجية مثل لون الأزهار وطبيعة النمو (قائم أو مفترش) ووزن البذور وبصفات إنتاجية مثل ومواعيد الإزهار ومواعيد النضج وكمية النمو الخضري. هذا التنوع الكبير يتيح موارد وراثية للتهجين واستنباط الأصناف الجديدة.

### حفظ الموارد الوراثية
توجد أربع مراكز رئيسية عالمية لجمع الموارد الوراثية لجنس الفصة. يوجد أكبر مستودع للمواد الوراثية للفصة في أستراليا، في المركز الأسترالي للموارد الوراثية للفصة (بالإنجليزية: Australian Medicago Genetic Resources Centre) في أديليد. يضم المركز حوالي 25 ألف طراز وراثي للفصة، إضافة إلى 10000 من أجناس قريبة. ويضيف المركز حوالي 1000 طراز جديد كل عام. يوجد ثاني أهم مستودع للموارد الوراثية للفصة لدى المركز الدولي للبحوث الزراعية في المناطق الجافة (إيكاردا) الواقع في في تل حدية، قرب حلب، والذي يحوي 8398 طرازا معظمها جمعت من مناطق الوطن العربي المتوسطية. وأكثر من 90% من طرز إيكاردا هي للأنواع الحولية. يعد المستودع الأمريكي الثالث على مستوى العالم، وهو يوجد في مدينة بولمان (ولاية واشنطن) الذي يضم حسب عام 2001 حوالي 7500 طراز، 4000 منها للفصة المزروعة. جمعت الأصول الوراثية في المركز الأمريكي من 91 بلدا ويعود حوالي نصف الأصول لبلدان متوسطية. يوجد رابع المراكز العالمية وأهم المراكز الأوروبية في فرنسا (في المعهد الوطني للبحوث الزراعية)، الذي يحوي مجمعه للفصة أكثر من 2800 كراز وراثي 500 منها تتبع أصناف الفصة المزروعة و200 لأنواع معمرة أخرى والباقي للأنواع الحولية.
يعود هذا التفاوت بين المراكز في نسب الأنواع الحولية والمعمرة إلى اختلاف النظم الزراعية، حيث لا تتمتع الأنواع الحولية بأهمية كبيرة في الولايات المتحدة، بينما في مناطق الوطن العربي والمناطق ذات المناخ المتوسطي وفي أستراليا تسود الأنواع الحولية ذات الأهمية الرعوية وذات المقاومة الأعلى للأمراض وللإجهاد البيئي. توجد في الولايات المتحدة بشكل أساسي وفي دول أخرى بشكل أقل برامج كبيرة لتحسين أنواع الفصة، وخاصة المزروعة. في عام 2007، أنتجت شركة مونسانتو العملاقة صنف فصة مزروعة مستعدة لراوند أب (بالإنجليزية: Roundup ready alfalfa)، (معدلة وراثيا) وذلك بهدف تسهيل مكافحة الأعشاب. مع ذلك، لم يخل الأمر من الجدل، فعارض الصنف الجديد مجموعات ضغط بيئية، مما حدى بوزارة الزراعة الأمريكية لايقاف بيع هذا الصنف في الأسواق الأمريكية حتى سمحت به من جديد عام 2011، وكذلك تأخر دخول الصنف إلى الأسواق الكندية.
تخزن الموارد الوراثية على رطوبة منخفضة جدا ودرجات حرارة حوالي -20 مثوية، أو في النيتروجين السائل، للحفاظ على حيويتها وقابليتها للإنتاش مجددا.

## البيئة والتأقلم لأنواع الفصة
بما أن موطن أنواع الفصة حوض البحر الأبيض المتوسط، تنجح زراعة الفصة في المناطق ذات المناخ المتوسطي لأن أنواع الفصة عموما لا تتحمل البرودة. ومن بين أنواع الفصة، تعد الفصة المزروعة أكثر الأنواع تحملا للبرودة، فهي تزرع في مناطق شمال الولايات المتحدة وكندا المعروفة بشتائها البارد، وقد تتحمل الفصة المزروعة درجات حرارة هواء قد تصل إلى -30 درجة مئوية إذا كانت مغطاة بطبقة سميكة من الثلج توفر لها عزلا حراريا يسمح بالحفاظ على درجة حرارة التربة في نطاق قريب من الصفر.

## الوصف النباتي العام لأنواع جنس الفصة

### الساق والأوراق
نباتات الفصة عبارة عن أعشاب أو جنبات أو شبه جنبات (تحت جنبة). الساق قائمة أو صاعدة أو منبطحة، عادة غير مشوكة. الأوراق مركبة ريشية الشكل مفردة (من ثلاث وريقات) وأحياناً مركبة شبه راحية، عادة مسننة الحواف قرب القمة وذات أذينات ملتحمة جزئياً بعنق الورقة، والتي يمكن أن تكون مكتملة أو مسننة أو ريشية.

### الأزهار
الأزهار تجتمع في نورات عذقية أو سنبلية أو رؤيسية رخوة، إبطية أو طرفية، من مفردة إلى عديدة؛ الأزهار إجمالاً معنقة؛ الكأس جرسي خماسي الأسنان (ذو فصوص متساوية نوعاً ما أو غير متساوية)، التويج أصفر (عند أغلب الأنواع الحولية) أو أرجواني، متساقط؛ الأسدية عشرة ثنائية الخوة (تلتحم خيوط 9 منها ويبقى العاشر حراً) غير ملتحمة بالبتلات. المبيض وحيد الخباء متعدد البويضات . وبعض الازهار تستمر لفترة طويلة .

### القرون والثمار
يكون القرن إما وحيد البذور أو عديدها غير منفتق عند النضج؛ وهو إما بسيط الالتفاف ذو شكل منجلي، أو كلوي، أو ملتف لولبياً (حلزونياً) بعدد مختلف من اللفات التي تترك وسط القرن مفتوحاً لكنها غالباً ما تغلق مجدداً. عند بعض الأنواع بنية القرن غشائية واللفات منبسطة أو مسطحة- محدبة، أو يكون ترسي الشكل (قرصي)، وفي الأنواع الأخرى يكون القرن ذا أنسجة اسمك وحافة أغلظ إلى حد ما، وتتميز القرون بشكلها الاسطواني أو البيضوي، وهي ذات لفات مضغوطة أو مفككة، الحافة مسطحة أو مثلمة، ذات نموات (زوائد درنية) بسيطة أو أشواك، والأشواك بسيطة في القاعدة أو تتفرع إلى قسمين؛ سطح اللفات شبكي التعريق.
تكون الثمار أو البذور كبيرة بشكل عام مقارنة مع بذور أنواع النفل.

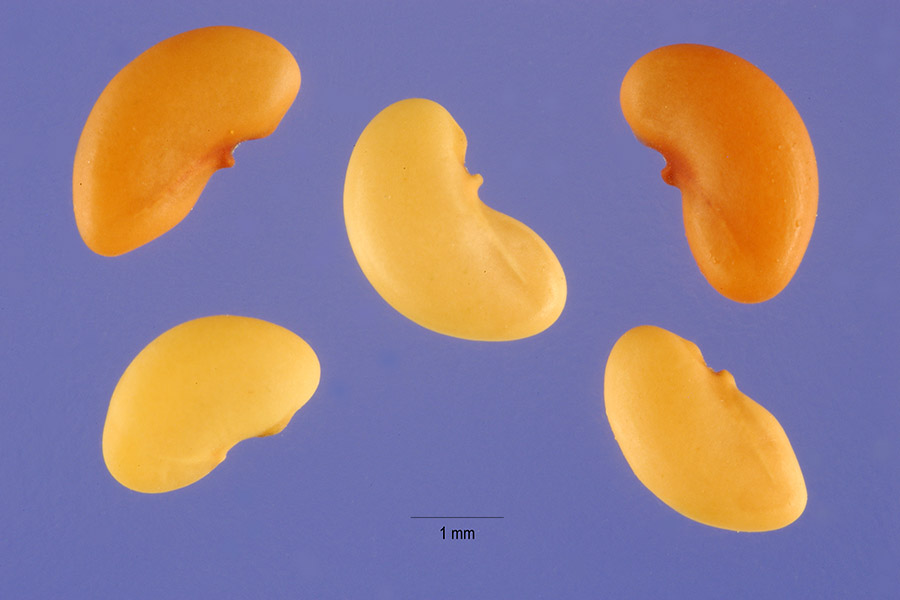
بذور الفصة العربية

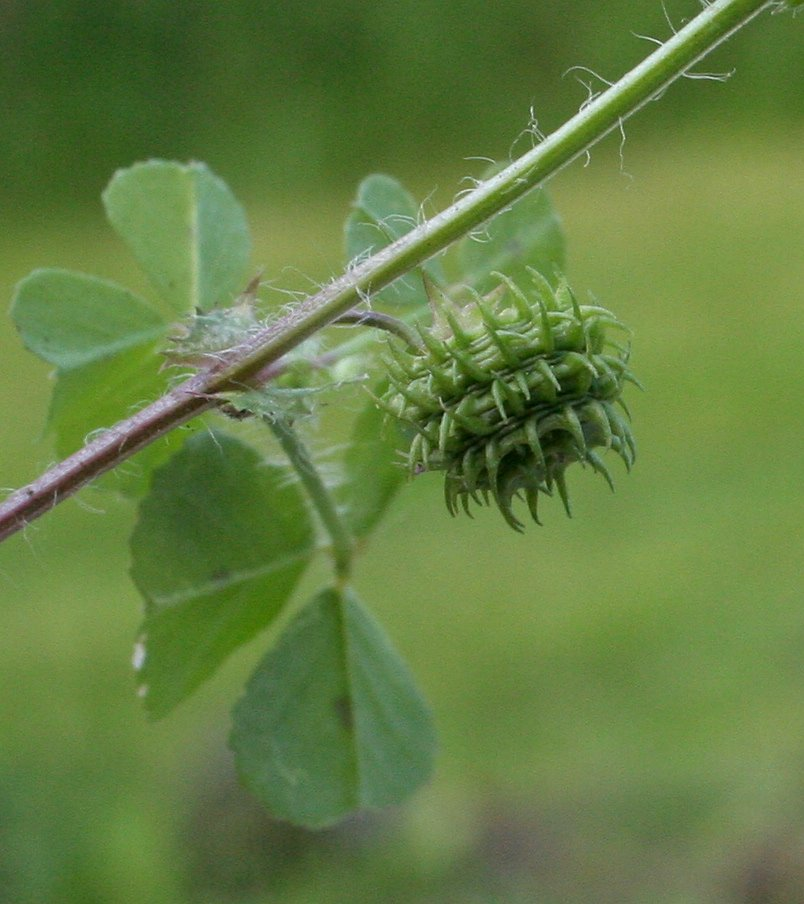
أوراق وثمرة الفصة العربية

## الأمراض والآفات التي تصيب الفصة
يصيب أنواع الفصة عدد كبير من الأمراض الفطرية والحشرات والنيماتودا وبعض الأمراض البكتيرية والفيروسات. تعد الفصة عائلا لنباتات طفيلية مثل الهالوك الصغير.

### الأمراض الفطرية
تنشر الأمراض الفطرية في المناطق ذات المناخ الرطب (أو الترب الثقيلة الرطبة) وهذه الأمراض عموما قليلة الانتشار في الوطن العربي. ومن الأمراض الفطرية المهمة التي تصيب أنواع الفصة:
- الأنثراكنوز ويسببه فطر (باللاتينية: Anthracnose)
- تبقع سيركوسبورا ويسببه فطر (باللاتينية: Cercospora zebrina): ويسبب بقعا سوداء على ساق وأوراق النبات
- عفن الجذور التاجي ويسببه فطر (باللاتينية: Rhizoctonia solani)
- البياض الزغبي ويسببه فطر (باللاتينية: Peronospora trifoliorum)
- الذبول الكبكوبي ويسببه فطر (باللاتينية: Phytopthora)
- الفيتوفثورا ويسببه فطر (باللاتينية: Phytopthora)

### الأمراض البكتيرية
- الذبول البكتيري وتسببه بكتيريا (باللاتينية: Corynebacterium insidiosum)
- تبقع الأوراق البكتيري وتسببه بكتيريا (باللاتينية: Xanthomonas campestris pv. alfalfae)
- عفن البادرة البكتيري وتسببه بكتيريا (باللاتينية: Erwinia chrysanthemi pv. chrysanthemi)
- لفحة الساق البكتيرية وتسببه بكتيريا (باللاتينية: Pseudomonas savastanoi pv. phaseolicola)

### الحشرات والنيماتودا
تصاب أنواع الفصة بأنواع مختلفة من النيماتودا مثل نيماتودا ساق الفصة (بالإنجليزية: Alfalfa stem nematode) ونيماتودا تعقد الجذور (بالإنجليزية: Alfalfa Root-Knot Nematode) ونيماتودا كيسة الجذور (بالإنجليزية: Cyst Nematode).

### الأمراض الفيروسية
من بين الأمراض الفيروسية التي تصيب الفصة سجل في الوطن العربي انتشار لفيروس تبرقش الفصة (بالإنجليزية: Alfalfa mosaic virus) الذي لوحظ وجوده في مناطق مختلفة من السعودية.

عقد جذرية لبكتيريا المستجذرة الحندقوقية على نبات الفصة الجرارة - لاحظ الجذر على يسار الصورة لا يحوي عقداً جذرية نظراً لعدم القيام بتلقيحه بالمستجذرة.

## من أنواعهاالواطنةفيالوطن العربي
1. الفصة الأرضية (باللاتينية: Medicago hypogaea): في الشام ومصر وقبرص وتركيا
2. البرسيم الحجازي (باللاتينية: Medicago sativa): في بلاد الشام وتركيا والقوقاز وروسيا
3. الفصة البحرية (باللاتينية: Medicago marina): في الشام ومصر والمغرب العربي وحوض البحر الأبيض المتوسط والقوقاز وروسيا
4. الفصة البرميلية (باللاتينية: Medicago truncatula): في الشام ومصر والمغرب العربي وحوض البحر الأبيض المتوسط والقوقاز وأوكرانيا
5. الفصة البرية (باللاتينية: Medicago sauvagei): في المغرب العربي
6. فصة بلانش (باللاتينية: Medicago blancheana): في الشام وقبرص وتركيا
7. الفصة البورية (باللاتينية: Medicago secundiflora): في المغرب العربي وإسبانيا وفرنسا
8. الفصة البيضية (باللاتينية: Medicago ovalis): في المغرب العربي وإسبانيا
9. الفصة التاجية (باللاتينية: Medicago coronata): في الشام ومصر وقبرص وشمال حوض البحر الأبيض المتوسط
10. الفصة التونسية (باللاتينية: Medicago tunetana): في المغرب العربي
11. الفصة ثانوية الأزهار (باللاتينية: Medicago secundiflora): في المغرب العربي وإسبانيا وفرنسا
12. الفصة الجرارة (باللاتينية: Medicago doliata) أو المدببة (باللاتينية: Medicago aculeata)
13. الفصة الحرشفية (باللاتينية: Medicago scutellata): في الشام والمغرب العربي وشمال حوض البحر الأبيض المتوسط
14. الفصة الدائرية (باللاتينية: Medicago rotata): في الشام وقبرص وتركيا والمغرب العربي
15. الفصة الراجعة (باللاتينية: Medicago tornata): في الشام والمغرب العربي وجنوب غرب أوروبا
16. الفصة الرثة (باللاتينية: Medicago laciniata): في الشام ومصر والمغرب العربي
17. الفصة الزرية (باللاتينية: Medicago orbicularis): في الشام ومصر والمغرب العربي والقوقاز وحوض البحر الأبيض المتوسط
18. الفصة السمينة (باللاتينية: Medicago crassipes): في الشام وتركيا
19. الفصة السوداء (باللاتينية: Medicago lupulina): في الشام ومصر والمغرب العربي والقوقاز وكل مناطق أوروبا
20. فصة سوليرول (باللاتينية: Medicago soleirolii): في المغرب العربي (نسبة إلى عالم النبات حوزف فرانسوا سوليرول (بالفرنسية: Joseph-Francois Soleirol)
21. الفصة الشاطئية (باللاتينية: Medicago littoralis): في الشام ومصر والمغرب العربي والقوقاز وحوض البحر الأبيض المتوسط
22. الفصة الشجرية (باللاتينية: Medicago arborea): في الشام وشمال حوض المتوسط
23. الفصة الشجيرية (باللاتينية: Medicago suffruticosa): في المغرب العربي وإسبانيا وفرنسا
24. الفصة الشمعية (باللاتينية: Medicago orthoceras): في الشام وتركيا والقوقاز
25. الفصة الصرية (باللاتينية: Medicago noeana): في الشام وتركيا
26. الفصة الصغيرة (باللاتينية: Medicago minima): في الشام ومصر والمغرب العربي والقوقاز ومعظم مناطق أوروبا
27. الفصة الصلبة (باللاتينية: Medicago rigidula): في الشام ومصر والمغرب العربي والقوقاز ومعظم مناطق أوروبا
28. الفصة العربية (باللاتينية: Medicago arabica): في الشام ومصر والمغرب العربي والقوقاز وحوض البحر الأبيض المتوسط
29. الفصة الغرناطية (باللاتينية: Medicago granadensis) أو الجليلية: في الشام ومصر وتركيا
30. الفصة الفريجية (باللاتينية: Medicago phrygia) أو الفصة الحورانية: في الشام وتركيا
31. الفصة القرصية (باللاتينية: Medicago disciformis): في الشام وشمال حوض البحر الأبيض المتوسط
32. الفصة قصيرة الثمار (باللاتينية: Medicago brachycarpa): في الشام وتركيا وجنوب القوقاز
33. الفصة اللولبية (باللاتينية: Medicago turbinata): في الشام ومصر والمغرب العربي وحوض المتوسط
34. الفصة المبكرة (باللاتينية: Medicago praecox): في الشام وشمال حوض المتوسط
35. الفصة المتداخلة (باللاتينية: Medicago intertexta): في الشام وحوض المتوسط
36. الفصة المتداخلة الموبرة (باللاتينية: Medicago intertexta subsp. ciliaris (L.) Ponert): في الشام
37. الفصة متعددة الأشكال (باللاتينية: Medicago polymorpha): في الشام ومصر والمغرب العربي والقوقاز ومعظم مناطق أوروبا
38. الفصة متعددة القرون (باللاتينية: Medicago polyceratia): في المغرب العربي وجنوب غرب أوروبا
39. الفصة المجعدة (باللاتينية: Medicago rugosa): في الشام والمغرب العربي وقبرص ومالطة وتركيا واليونان وإيطاليا
40. الفصة المحارية (باللاتينية: Medicago murex): أو الصخرية: في الشام والمغرب العربي وشمال حوض البحر الأبيض المتوسط
41. الفصة المشعشعة (باللاتينية: Medicago radiata): في الشام وتركيا وأرمينيا
42. الفصة المنجلية (باللاتينية: Medicago falcata): في الشام والمغرب العربي والقوقاز وكل مناطق أوروبا تقريبا
43. الفصة المنقبضة (باللاتينية: Medicago constricta): في الشام وتركيا واليونان وبلغاريا
44. الفصة المهدبة (باللاتينية: Medicago ciliaris): في الشام ومصر والمغرب العربي وبعض مناطق شمال حوض البحر الأبيض المتوسط
45. فصة مونبلييه (باللاتينية: Medicago monspeliaca): في الشام ومصر والمغرب العربي والقوقاز وجنوب أوروبا ووسطها
46. الفصة النجمية (باللاتينية: Medicago astroites): في الشام وتركيا
47. الفصة وحيدة السداة (باللاتينية: Medicago monantha): في الشام وتركيا والقوقاز

## من أنواعها غير الموجودة في الوطن العربي
1. الفصة المفترشة (باللاتينية: Medicago prostrata): في البلقان وإيطاليا
2. الفصة الهجينة (باللاتينية: Medicago hybrida): في فرنسا

## صور

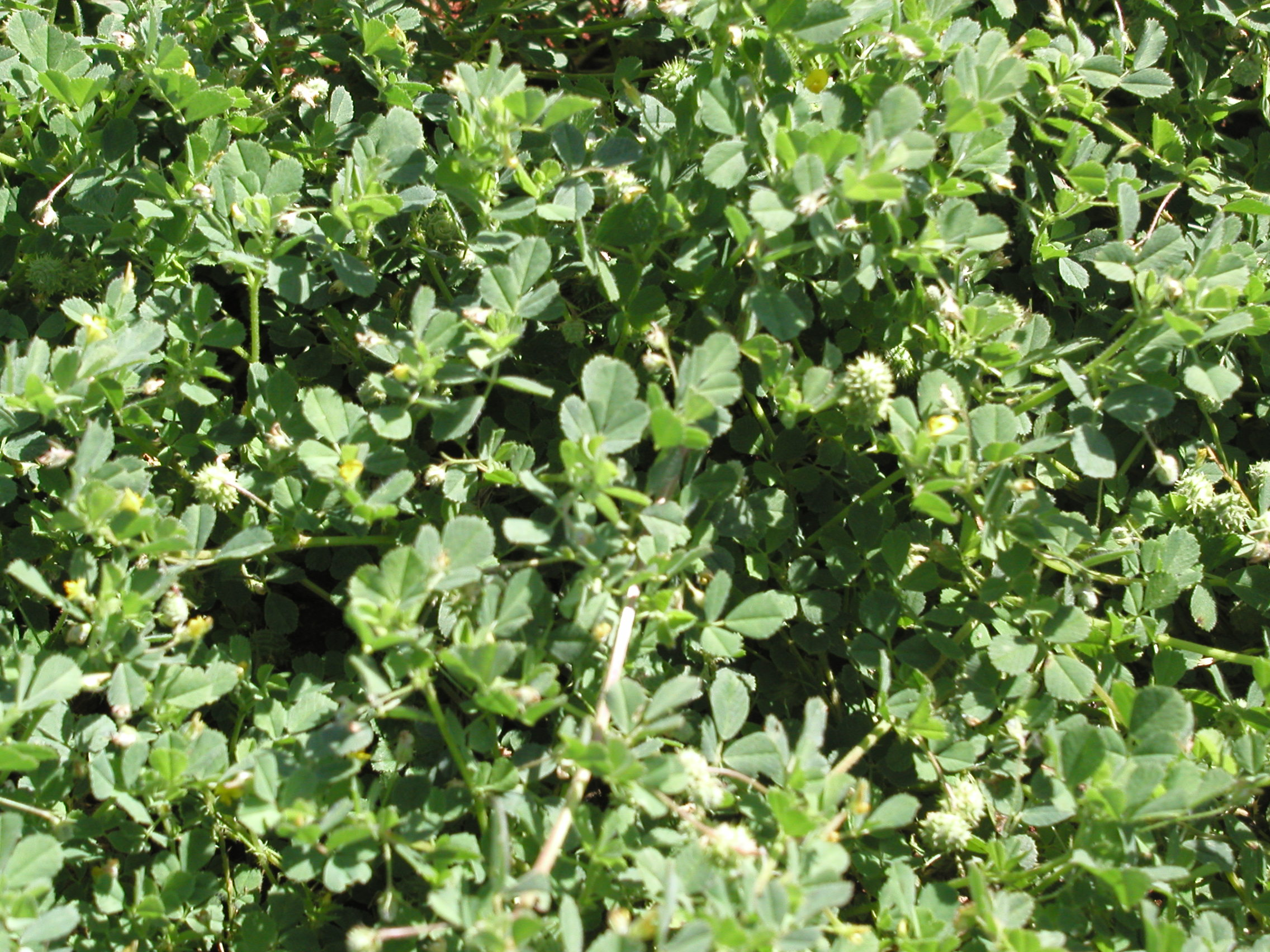
فصة متعددة الأشكال في حقل في محطة إيكاردا للتجارب الزراعية
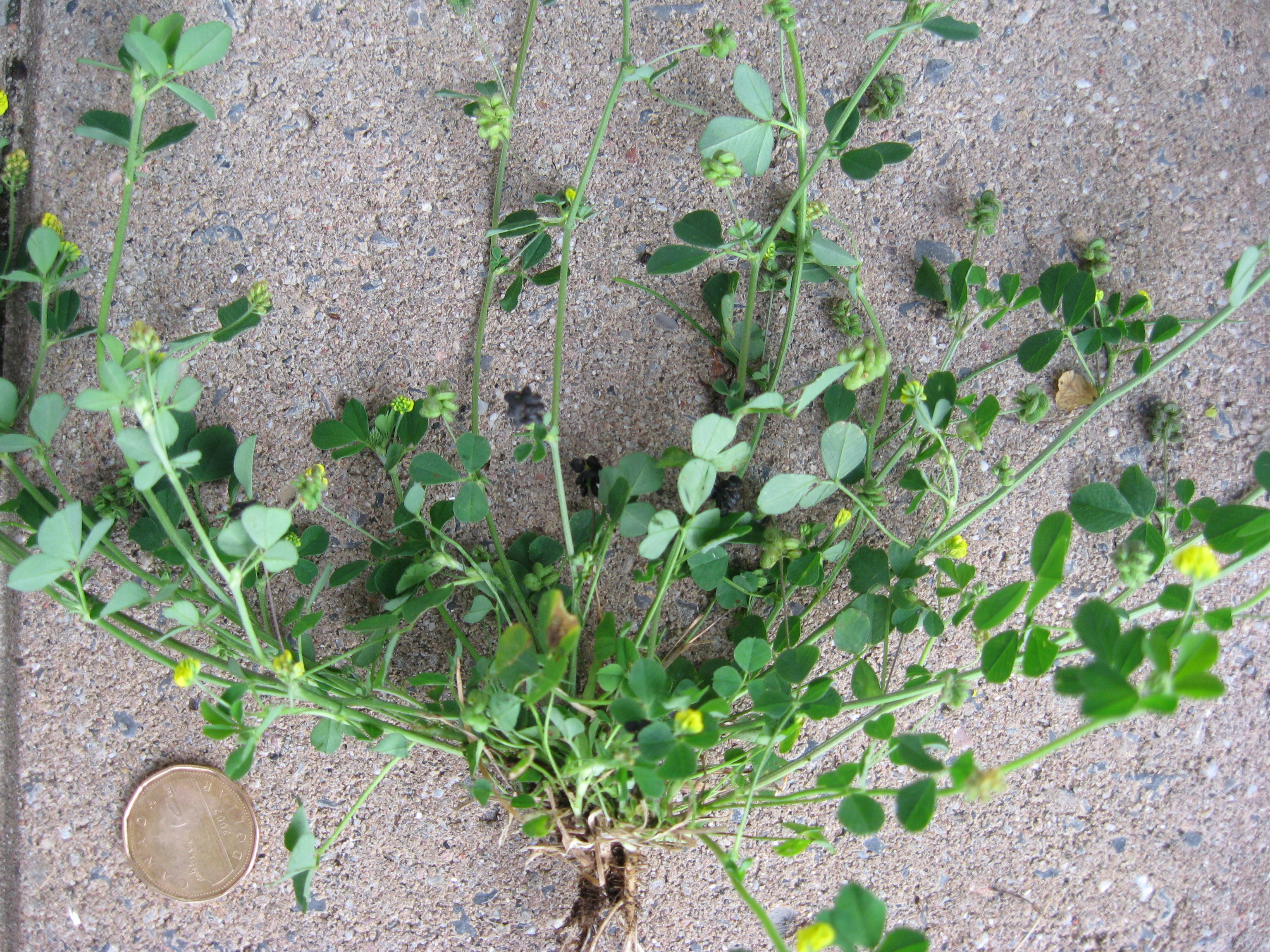
الفصة السوداء
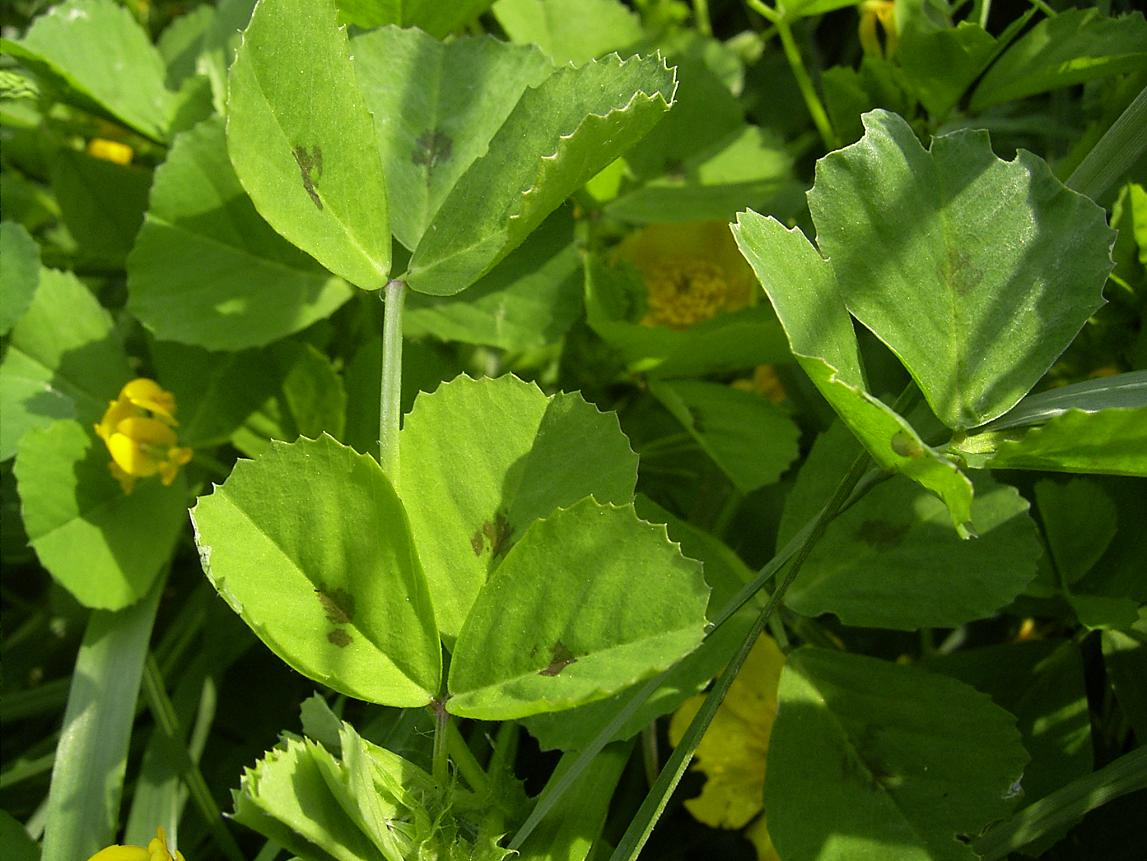
الفصة العربية، أحد أنواع الفصة المنتشرة في معظم أنحاء الوطن العربي
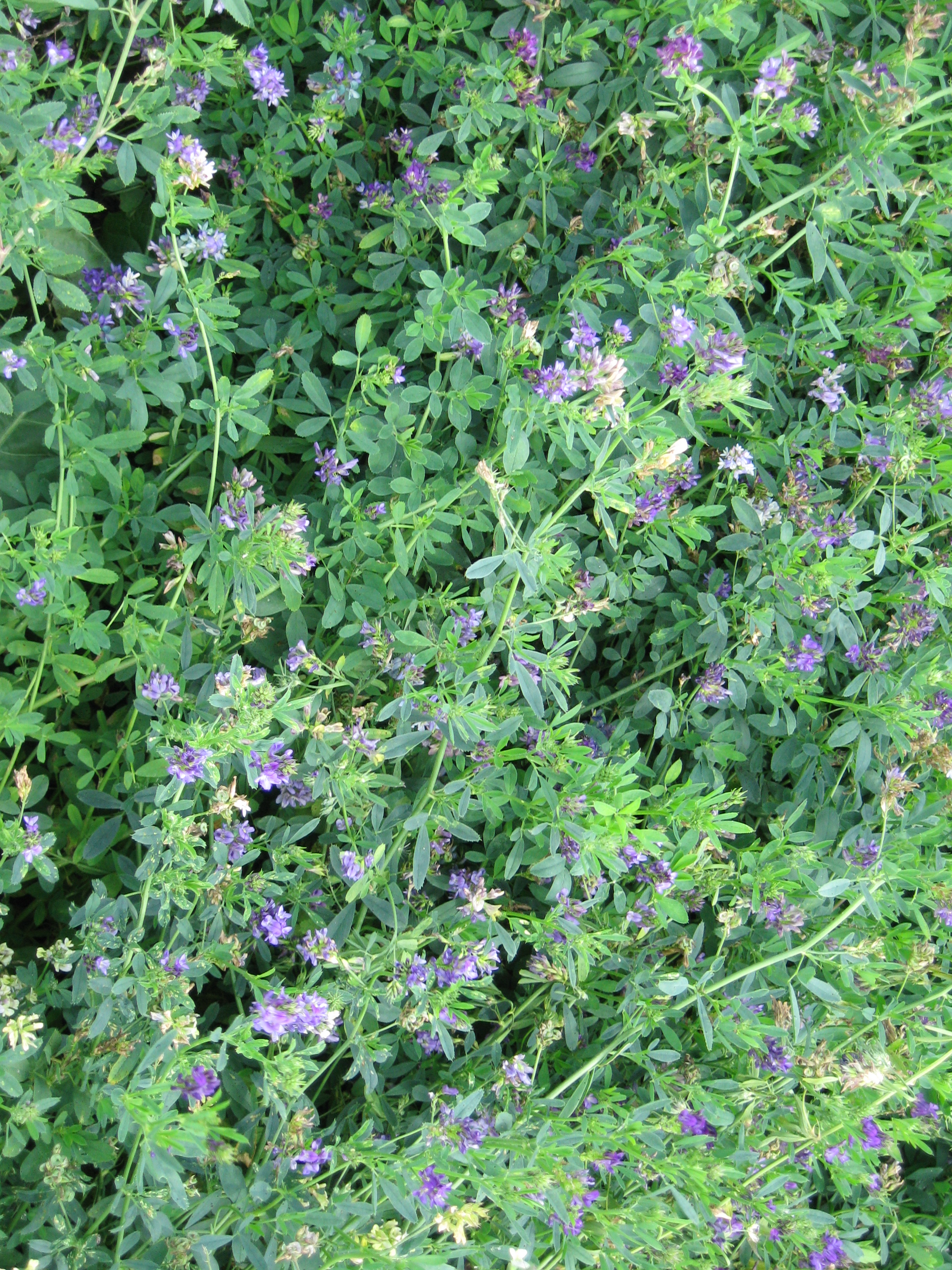
نباتات الفصة المزروعة وقت الإزهار
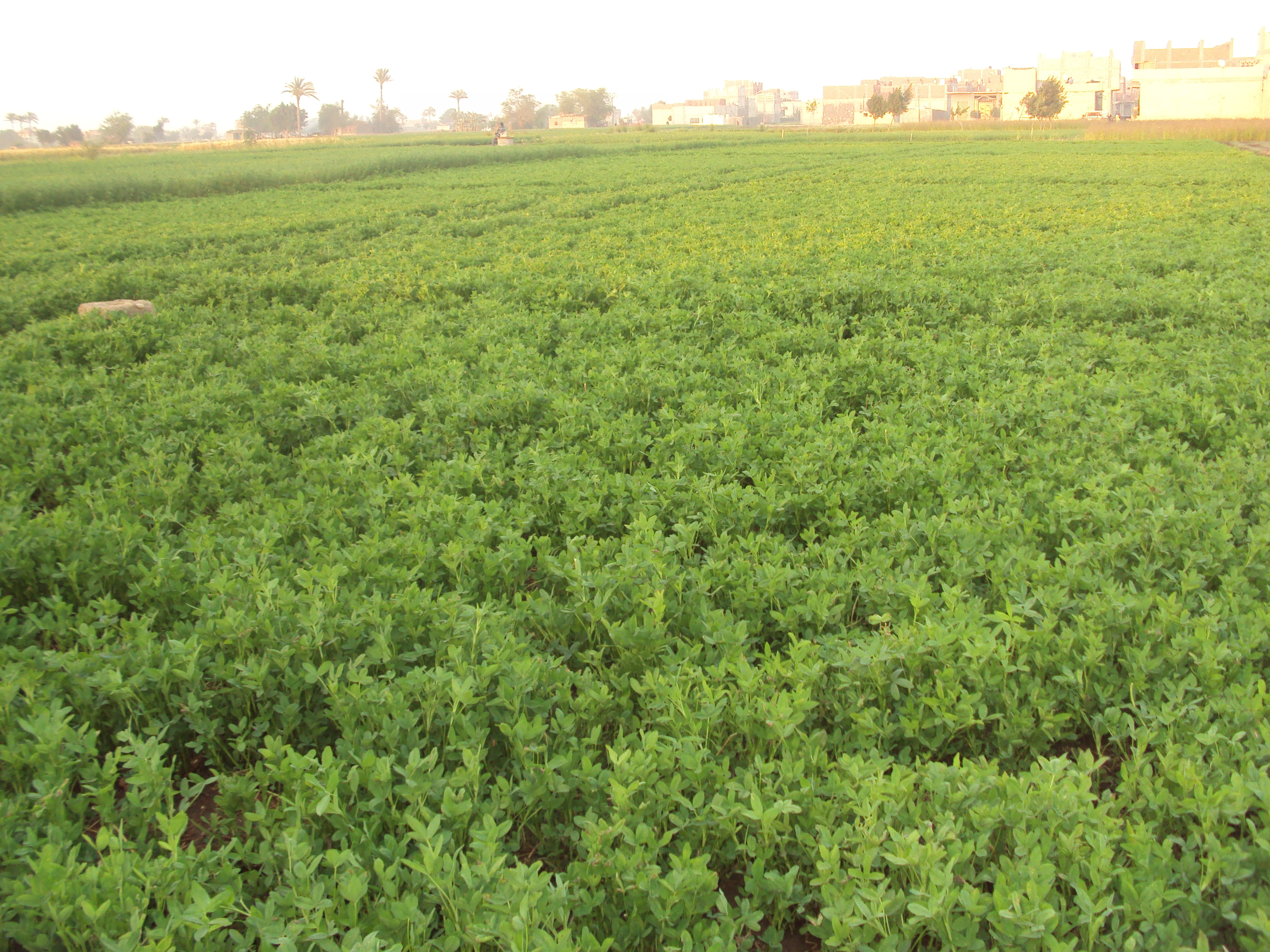
حقل فصة مزروعة في مصر
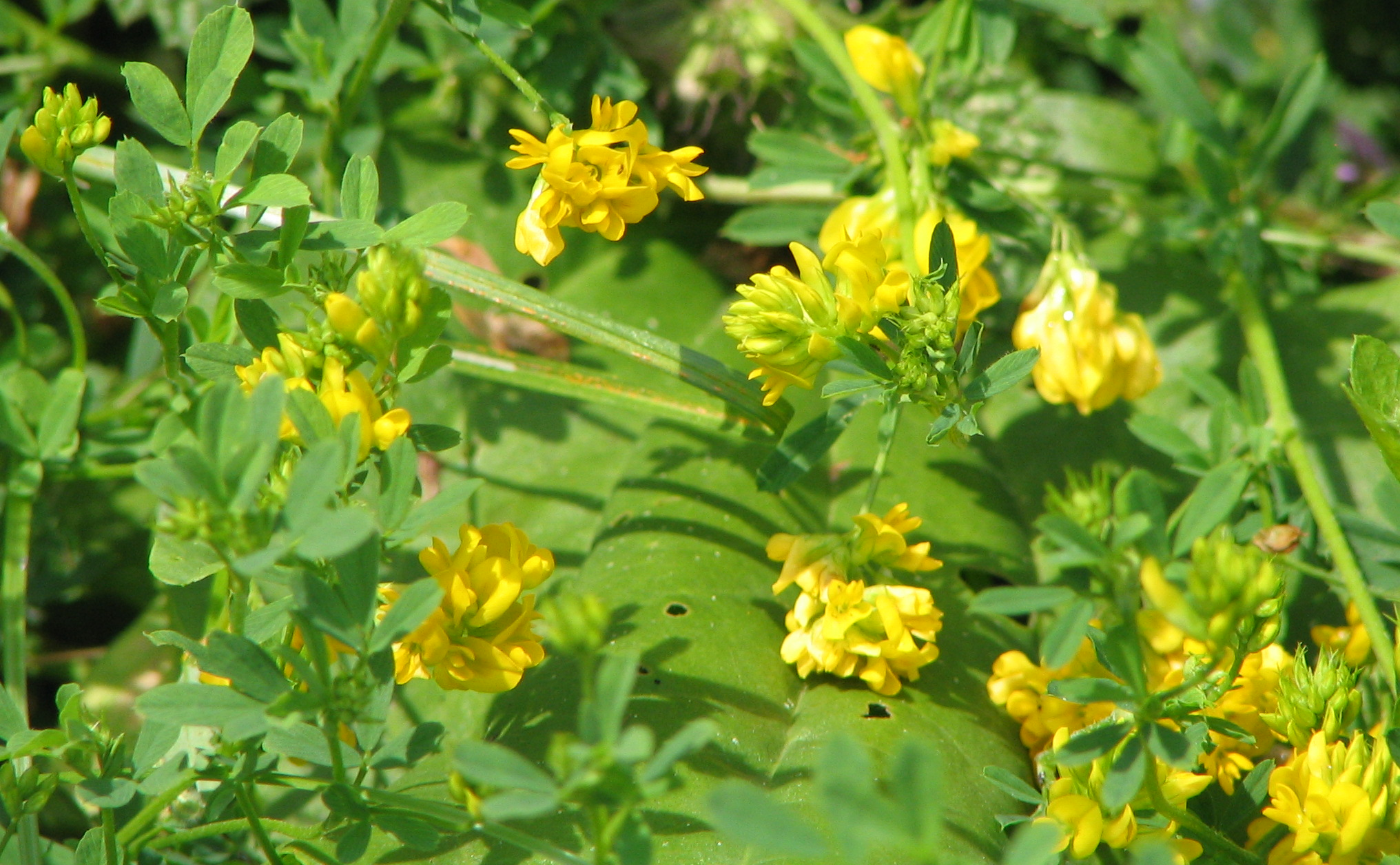
الفصة المنجلية
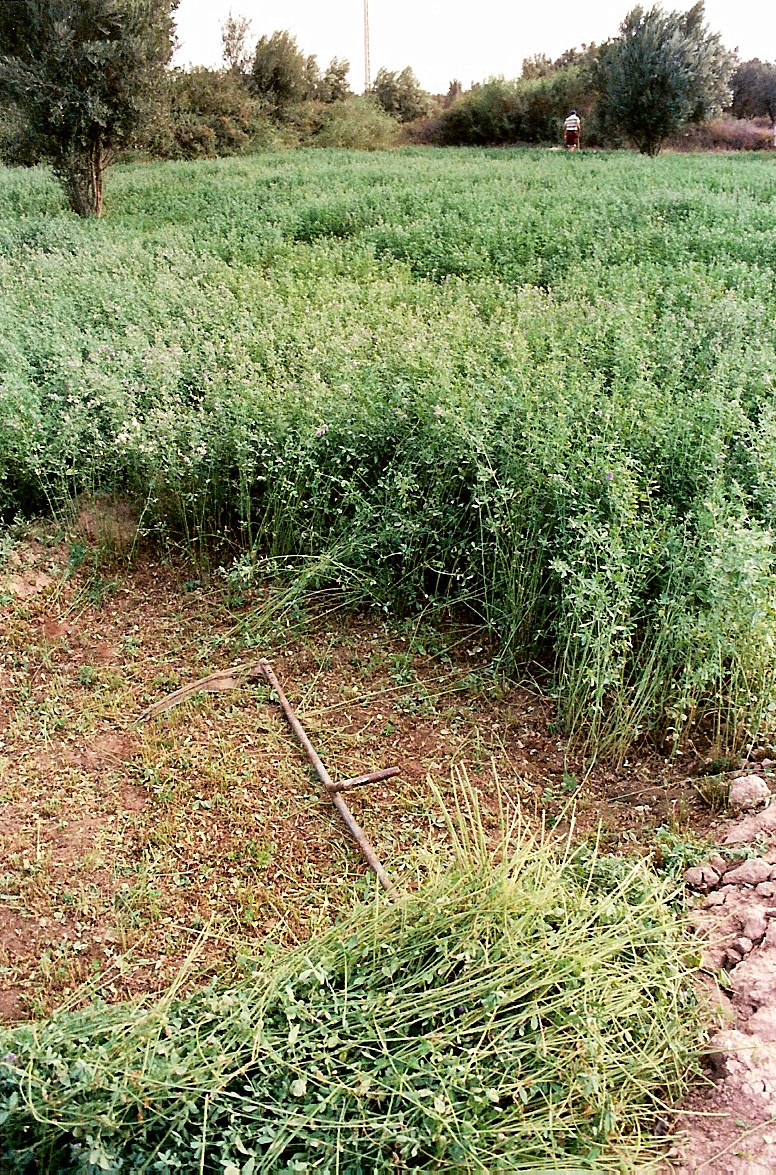
الفصة المزروعة في المغرب